# Yéiler Góez
Yéiler Andrés Góez (Urrao, Antioquia, Colombia; 1 de noviembre de 1999) es un futbolista colombiano, que juega como centrocampista y actualmente milita en Águilas Doradas de la Categoría Primera A

## Selección nacional
Góez hizo parte de la Selección de fútbol de Colombia que logró el oro en los XXIII Juegos Centroamericanos y del Caribe.
Fue convocado por la selección colombiana sub-20 para disputar el Campeonato Sudamericano Sub-20 disputado en Chile en el cual la selección colombiana consiguió un cupo al Mundial sub-20 a llevarse a cabo en Polonia.

### Participaciones internacionales
| Competición                               | Sede         | Resultado | Partidos | Goles |
| ----------------------------------------- | ------------ | --------- | -------- | ----- |
| Juegos Centroamericanos y del Caribe 2018 | Barranquilla | Campeones | 3        | 0     |

### Participaciones en juveniles
| Competición                            | Sede  | Resultado    | Partidos | Goles |
| -------------------------------------- | ----- | ------------ | -------- | ----- |
| Campeonato Sudamericano Sub-20 de 2019 | Chile | Cuarto lugar | 4        | 0     |

## Estadísticas
| Club                              | Div.          | Temporada     | Liga  | Liga  | Copas | Copas | Internacional | Internacional | Total | Total |
| Club                              | Div.          | Temporada     | Part. | Goles | Part. | Goles | Part.         | Goles         | Part. | Goles |
| --------------------------------- | ------------- | ------------- | ----- | ----- | ----- | ----- | ------------- | ------------- | ----- | ----- |
| Atlético Nacional · Colombia      | 1.a           | 2018          | 2     | 0     | 0     | 0     | -             | -             | 2     | 0     |
| Atlético Nacional · Colombia      | 1.a           | 2019          | 1     | 0     | -     | -     | -             | -             | 1     | 0     |
| Atlético Nacional · Colombia      | 1.a           | 2020          | 0     | 0     | 0     | 0     | -             | -             | 0     | 0     |
| Atlético Nacional · Colombia      | 1.a           | 2023          | 9     | 0     | 2     | 0     | 1             | 0             | 12    | 0     |
| Atlético Nacional · Colombia      | Total club    | Total club    | 12    | 0     | 2     | 0     | 1             | 0             | 15    | 0     |
| C. A. Colón Argentina             | 1.a           | 2020          | -     | -     | 11    | 0     | -             | -             | 11    | 0     |
| C. A. Colón Argentina             | 1.a           | 2021          | 12    | 1     | 10    | 0     | -             | -             | 22    | 1     |
| C. A. Colón Argentina             | Total club    | Total club    | 12    | 1     | 21    | 0     | 0             | 0             | 33    | 1     |
| Independiente Santa Fe · Colombia | 1.a           | 2022          | 17    | 1     | 2     | 0     | 0             | 0             | 19    | 1     |
| Independiente Santa Fe · Colombia | Total club    | Total club    | 17    | 1     | 2     | 0     | 0             | 0             | 19    | 1     |
| Deportivo Pereira · Colombia      | 1.a           | 2022          | 12    | 0     | -     | -     | -             | -             | 12    | 0     |
| Deportivo Pereira · Colombia      | Total club    | Total club    | 12    | 0     | 0     | 0     | 0             | 0             | 12    | 0     |
| Águilas Doradas · Colombia        | 1.a           | 2024          | 8     | 1     | -     | -     | 1             | 0             | 9     | 1     |
| Águilas Doradas · Colombia        | Total club    | Total club    | 8     | 1     | 0     | 0     | 1             | 0             | 9     | 1     |
| Total carrera                     | Total carrera | Total carrera | 61    | 3     | 25    | 0     | 2             | 0             | 88    | 3     |

## Palmarés

### Títulos nacionales
| Título                | Club              | País      | Año     |
| --------------------- | ----------------- | --------- | ------- |
| Copa Colombia         | Atlético Nacional | Colombia  | 2018    |
| Copa de la Liga       | Colón             | Argentina | 2021    |
| Primera A             | Deportivo Pereira | Colombia  | 2022-II |
| Superliga de Colombia | Atlético Nacional | Colombia  | 2023    |

### Títulos internacionales
| Título                               | Club                      | País     | Año  |
| ------------------------------------ | ------------------------- | -------- | ---- |
| Juegos Centroamericanos y del Caribe | Selección Colombia Sub-21 | Colombia | 2018 |